# Opisthoncus necator
Opisthoncus necator là một loài nhện trong họ Salticidae.
Loài này thuộc chi Opisthoncus. Opisthoncus necator được Ludwig Carl Christian Koch miêu tả năm 1881.